# Cast (Band)

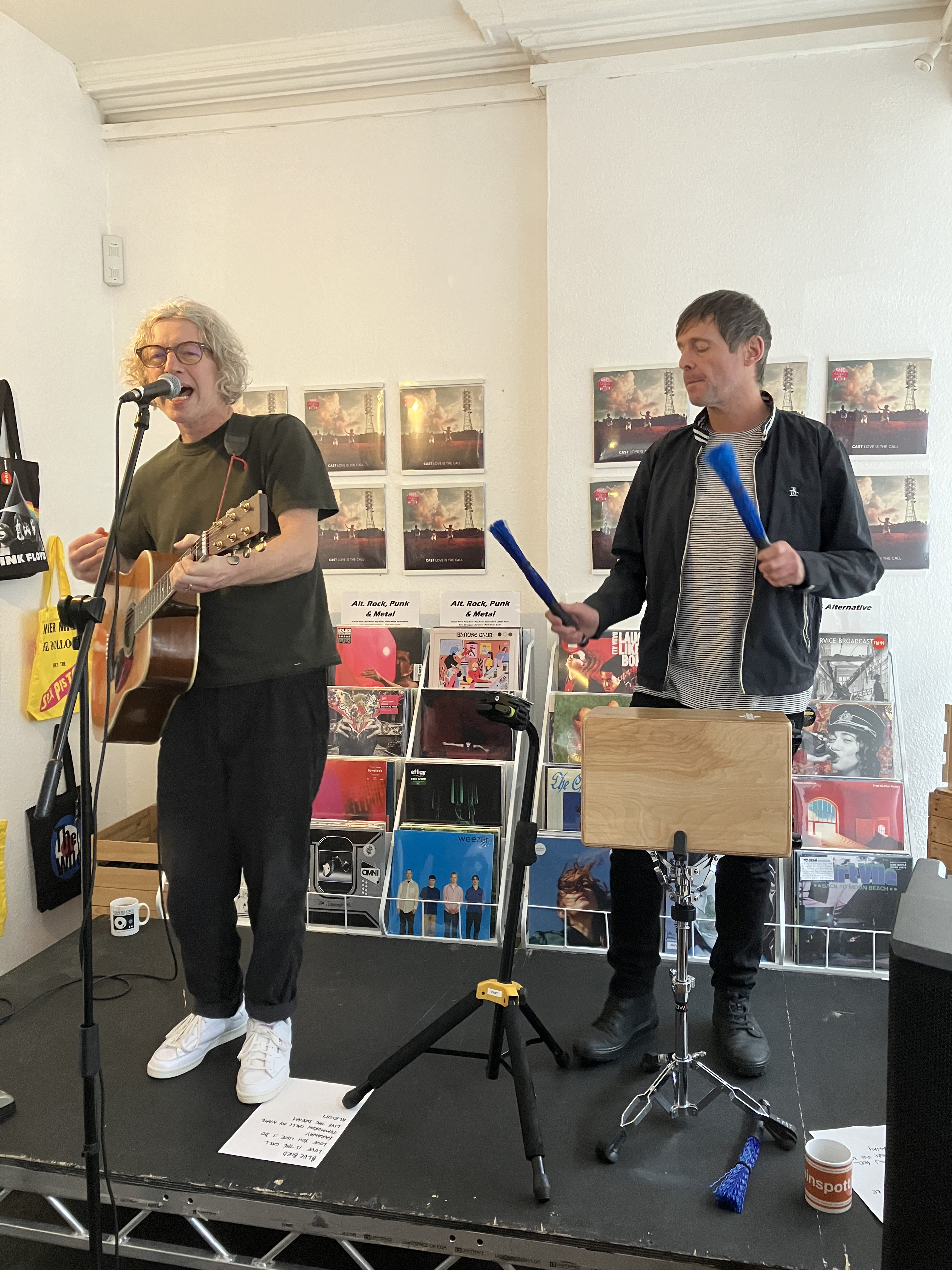
Cast, John Power und Keith O'Neill (2024)

Cast ist eine englische Band, die 1993 von John Power, dem ehemaligen Bassisten von The La’s, und Peter Wilkinson, dem ehemaligen Bassisten von Shack, in Liverpool gegründet wurde.
Die Band veröffentlichte zwischen 1995 und 2001 vier Alben. Liam Gallagher beschrieb sie als eine der wenigen Bands, die er möge, und Cast war eine der wenigen Britpop-Bands, die den Ausklang der Bewegung überstanden und nach dem Jahr 2000 noch ein Album veröffentlichten. Es wurde spekuliert, dass der Name Cast vom letzten Wort vom einzigen Album von The La’s stammt. John Power hat in einem Interview dazu gesagt, dass das Zufall sei.

## Biografie
Gründer und Songschreiber der Band war John Power, ehemals Bassist der Liverpooler Band The La’s (etwa: die Kumpels), die er 1991 verließ. Danach spielte Power, jetzt als Rhythmusgitarrist und Sänger, zunächst mit wechselnden Besetzungen, von denen nur Peter Wilkinson (Bass) als ständiges Mitglied blieb. Erst im November 1993 stand mit Schlagzeuger Keith O’Neill und Gitarrist Liam 'Skin' Tyson die endgültige Besetzung, mit der die Band im Januar 1994 in Hull zum ersten Mal auftrat.
Noch bevor die Band einen Plattenvertrag hatte, spielten Cast als Vorgruppe von Elvis Costello und Oasis. Während der Oasis-Tour bot Polydor Cast einen Plattenvertrag an, und die Band unterzeichnete. Die erste Single Finetime, die 1995 auf der Höhe des Britpop-Booms erschien, war ein Erfolg. Die Nachfolge-Single Alright erreichte in Großbritannien sogar die Top 15 der Charts. Das zugehörige Album All Change, produziert von John Leckie, erschien im Juni 1995 und erreichte Platz 7 der britischen Albumcharts. Die Platte wurde mit Platin ausgezeichnet und war das bis dato am schnellsten verkaufte Album in der Geschichte von Polydor.
Das etwas ruhigere zweite Album Mother Nature Calls wurde wieder von John Leckie produziert und erschien im April 1997. Das Album erreichte Platz 3 der Charts, drei der vier Singles erreichten die Top Ten.
Als das dritte Album Magic Hour im Mai 1999 erschien, war die Britpop-Bewegung bereits im Niedergang. Das von Gil Norton produzierte Album erreichte zwar noch Platz 6 der Charts, aber die Verkaufszahlen brachen bald ein. Die erste Single Beat Mama wurde zum letzten Top-Ten-Hit der Band in Großbritannien. John Power glaubte selbst, dass mit dem dritten Album für Cast ein Kapitel beendet war.
Für das vierte Album arbeitete John Powell mit dem Produzenten und Programmierer Tristin Norwell zusammen auf der Suche nach einem neuen Sound. Beetroot erschien im Juli 2001, konnte aber an den Erfolg der Vorgänger nicht anknüpfen.
Im August 2002 nahmen sich die Bandmitglieder von Cast eine Auszeit, um an Soloprojekten zu arbeiten, wie es offiziell hieß. Die Band hatte sich aufgelöst.
Im Juni 2010 unternahm Power eine „Cast Acoustic Show“ Tour, auf der er einige Cast-Stücke zusammen mit neuen Titeln spielte, die er im Jahr zuvor für ein potentielles neues Cast-Album geschrieben hatte. Am 22. Juni wurde offiziell bekanntgegeben, dass die Band sich neu aufstellt und Pläne hat, mit neuem Material zu arbeiten. Im November und Dezember unternahm die Band anlässlich des 15-jährigen Jubiläums von All Change eine Tournee durch Großbritannien.
Cast veröffentlichten ihr fünftes Studioalbum Troubled Times, produziert von John Leckie, zunächst am 2. November 2011 als Download auf Pledgemusic; inzwischen ist es auch auf CD veröffentlicht. Auf dem Album wird der Schlagzeuger Steve Pilgrim, der mit der Band eine kurze Tournee im Dezember unternommen hatte. Die Zukunft des ursprünglichen Schlagzeugers O’Neill bei der Band ist ungewiss, da er wegen Verpflichtungen als Tournee-Manager nicht regelmäßig an Aufnahmen und Tourneen teilnehmen kann.

## Diskografie

### Studioalben
| Jahr | Titel               | Höchstplatzierung, Gesamtwochen, AuszeichnungChartsChartplatzierungen (Jahr, Titel, Platzierungen, Wochen, Auszeichnungen, Anmerkungen) | Anmerkungen                            |
| Jahr | Titel               | UK | Anmerkungen                            |
| ---- | ------------------- | --- | -------------------------------------- |
| 1995 | All Change          | UK7 Platin · (79 Wo.)UK | Erstveröffentlichung: 16. Oktober 1995 |
| 1997 | Mother Nature Calls | UK3 Platin · (46 Wo.)UK | Erstveröffentlichung: 14. April 1997   |
| 1999 | Magic Hour          | UK6 Silber · (9 Wo.)UK | Erstveröffentlichung: 17. Mai 1999     |
| 2001 | Beetroot            | UK78 (1 Wo.)UK | Erstveröffentlichung: 30. Juli 2001    |
| 2011 | Troubled Times      | — | Erstveröffentlichung: 2. November 2011 |
| 2017 | Kicking Up the Dust | UK49 (1 Wo.)UK | Erstveröffentlichung: 21. April 2017   |
| 2024 | Love Is the Call    | UK22 (1 Wo.)UK | Erstveröffentlichung: 16. Februar 2024 |

### Singles
| Jahr | Titel Album                        | Höchstplatzierung, Gesamtwochen, AuszeichnungChartsChartplatzierungen (Jahr, Titel, Album, Platzierungen, Wochen, Auszeichnungen, Anmerkungen) | Anmerkungen                              |
| Jahr | Titel Album                        | UK | Anmerkungen                              |
| ---- | ---------------------------------- | --- | ---------------------------------------- |
| 1995 | Finetime All Change                | UK17 (4 Wo.)UK | Erstveröffentlichung: 3. Juli 1995       |
| 1995 | Alright All Change                 | UK13 Silber · (5 Wo.)UK | Erstveröffentlichung: 18. September 1995 |
| 1996 | Sandstorm All Change               | UK8 (5 Wo.)UK | Erstveröffentlichung: 8. Januar 1996     |
| 1996 | Walkaway All Change                | UK9 Silber · (7 Wo.)UK | Erstveröffentlichung: 18. März 1996      |
| 1996 | Flying –                           | UK4 (7 Wo.)UK | Erstveröffentlichung: 14. Oktober 1996   |
| 1997 | Free Me Mother Nature Calls        | UK7 (10 Wo.)UK | Erstveröffentlichung: 24. März 1997      |
| 1997 | Guiding Star Mother Nature Calls   | UK9 (6 Wo.)UK | Erstveröffentlichung: 16. Juni 1997      |
| 1997 | Live the Dream Mother Nature Calls | UK7 (5 Wo.)UK | Erstveröffentlichung: 1. September 1997  |
| 1997 | I’m So Lonely Mother Nature Calls  | UK14 (5 Wo.)UK | Erstveröffentlichung: 3. November 1997   |
| 1999 | Beat Mama Magic Hour               | UK9 (7 Wo.)UK | Erstveröffentlichung: 26. April 1999     |
| 1999 | Magic Hour                         | UK28 (3 Wo.)UK | Erstveröffentlichung: 26. Juli 1999      |
| 2001 | Desert Drought Beetroot            | UK45 (2 Wo.)UK | Erstveröffentlichung: 16. Juli 2001      |